# 杏仁

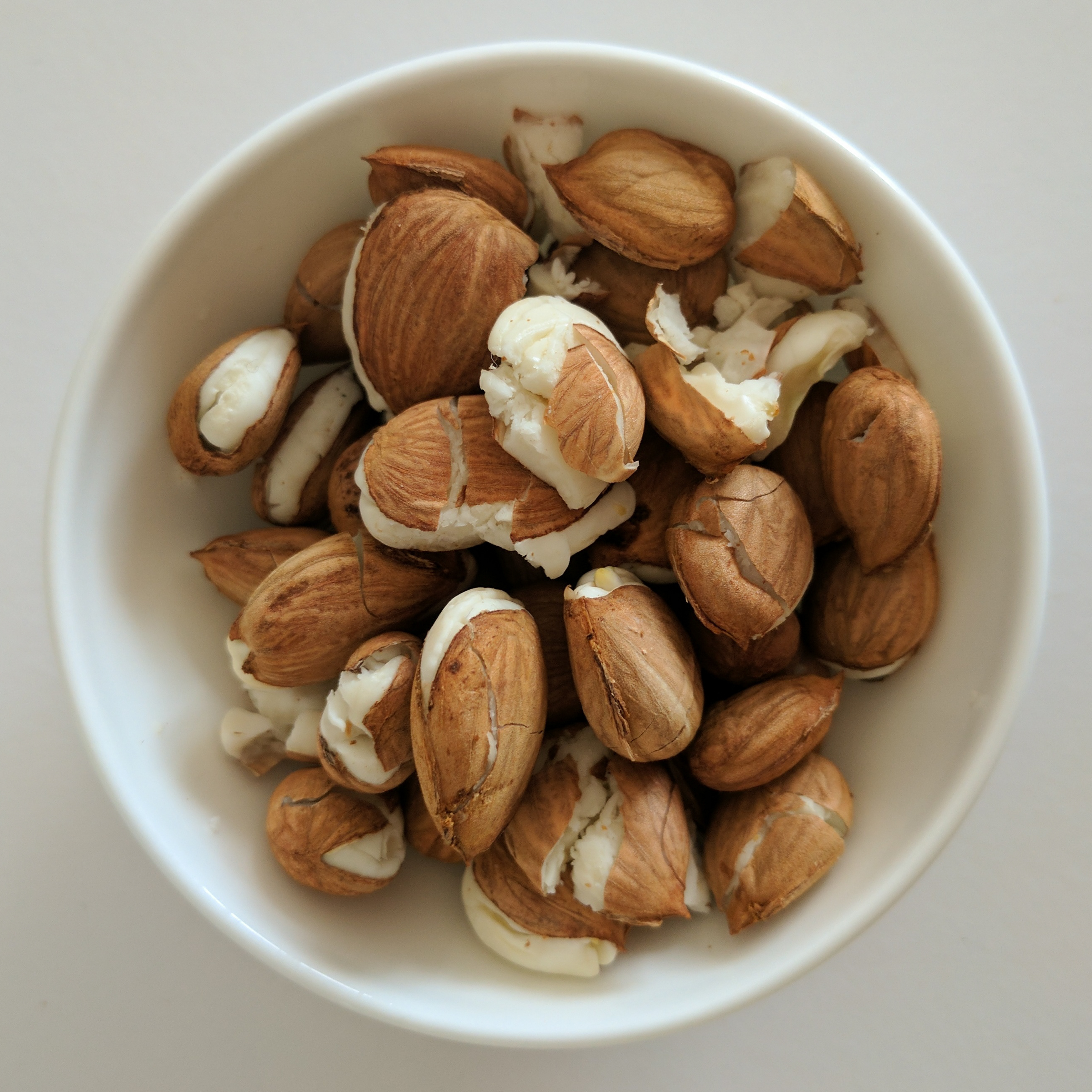
杏仁，杏的種子

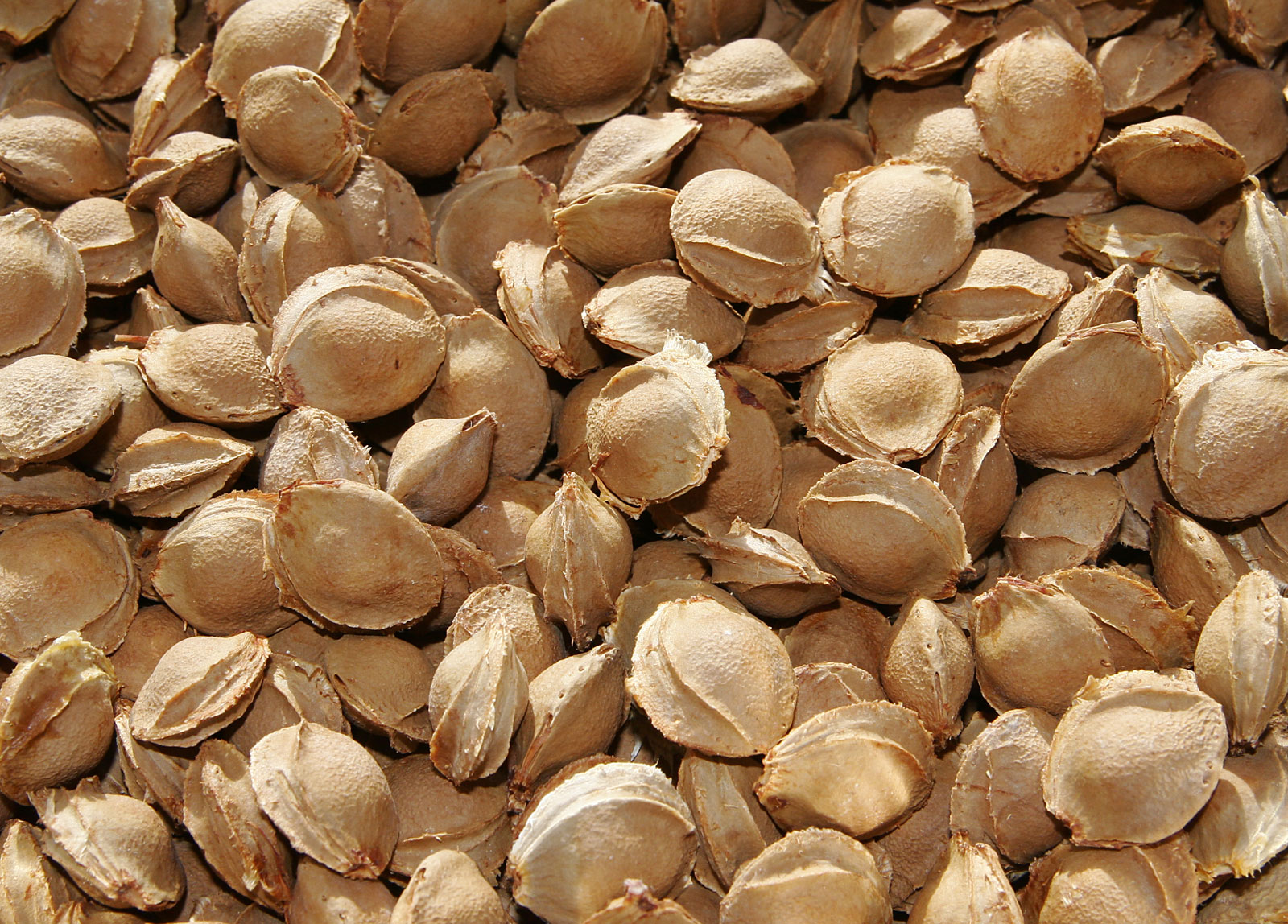
杏的果核，內含杏仁

杏仁是杏的种子，其位于杏的果核中。
傳統上，杏仁泛指杏、山杏或东北杏的种子（果仁），可以食用或入藥；但在台灣日常口語中的“杏仁”，常指的是扁桃的種子（扁桃仁）。

## 苦杏仁与甜杏仁
有苦杏仁（Prunus armeniaca Linne var. ansu Maximowicz）與甜杏仁（Prunus armeniaca L.）之別。
在华南地区有南杏、北杏的叫法，一般甜杏仁称南杏，苦杏仁称北杏，并用时可统称南北杏。香港的中藥材店會以比例出售：大部分是南杏，加少量北杏。
甜者常供食用，苦者供藥用，苦杏仁呈心臟形略扁，左右不對稱，種皮紅棕色或暗棕色，味苦，在中国主要分布在華南、華北、西北各地。甜杏仁形略大，左右對稱，種皮淡棕色至暗棕色，微甜而不苦，在中国主要分布於華中、華北、西南各地。苦杏仁較有止咳化痰的作用，尤其針對體虛而受寒的咳嗽症狀，特別有效。值得注意的是，未經處理的杏仁，特別是苦杏仁有苦杏仁苷，水解會釋放出氰化氫，可阻斷細胞呼吸鏈，妨礙三磷酸腺苷產生；也正因此少量苦杏仁能起到抑制神经中枢、止咳平喘等作用，但需依醫師指示服用，过量食用可能会导致氰化氫中毒。

## 中药
苦杏仁是以其成熟種子乾燥製成，又稱作北杏仁、光杏仁。甜杏仁常制成燀甜杏仁入藥，又稱作南杏仁。
中医药学专著《神農本草經》列之為下品。《本草綱目》記載「甘、苦，溫、冷利，有小毒」，潤肺，止咳，散風，消積，通便。入手太陰肺經。

## 相關
- 杏
- 杏仁茶
- 杏仁豆腐
- 扁桃